# Tumulus de la Motte Saint-Valentin
Le Tumulus de la Motte Saint-Valentin est un site archéologique relevant des périodes protohistorique et gallo-romaine. Il a été mis au jour sur le territoire de la commune française  de Courcelles-en-Montagne, près de Langres.

## Cadre archéologique
Mis au jour lors de fouilles menées par H. E. Millon en 1880. Il est sur une colline encadré par les vallées de la Mouche et de la Suize. Deux autres tertres avaient déjà été arasés. Autour du tumulus furent aussi mis au jour deux monnaies romaines, une fibule à timbale et une à fausse corde, un bracelet en bronze filiforme.

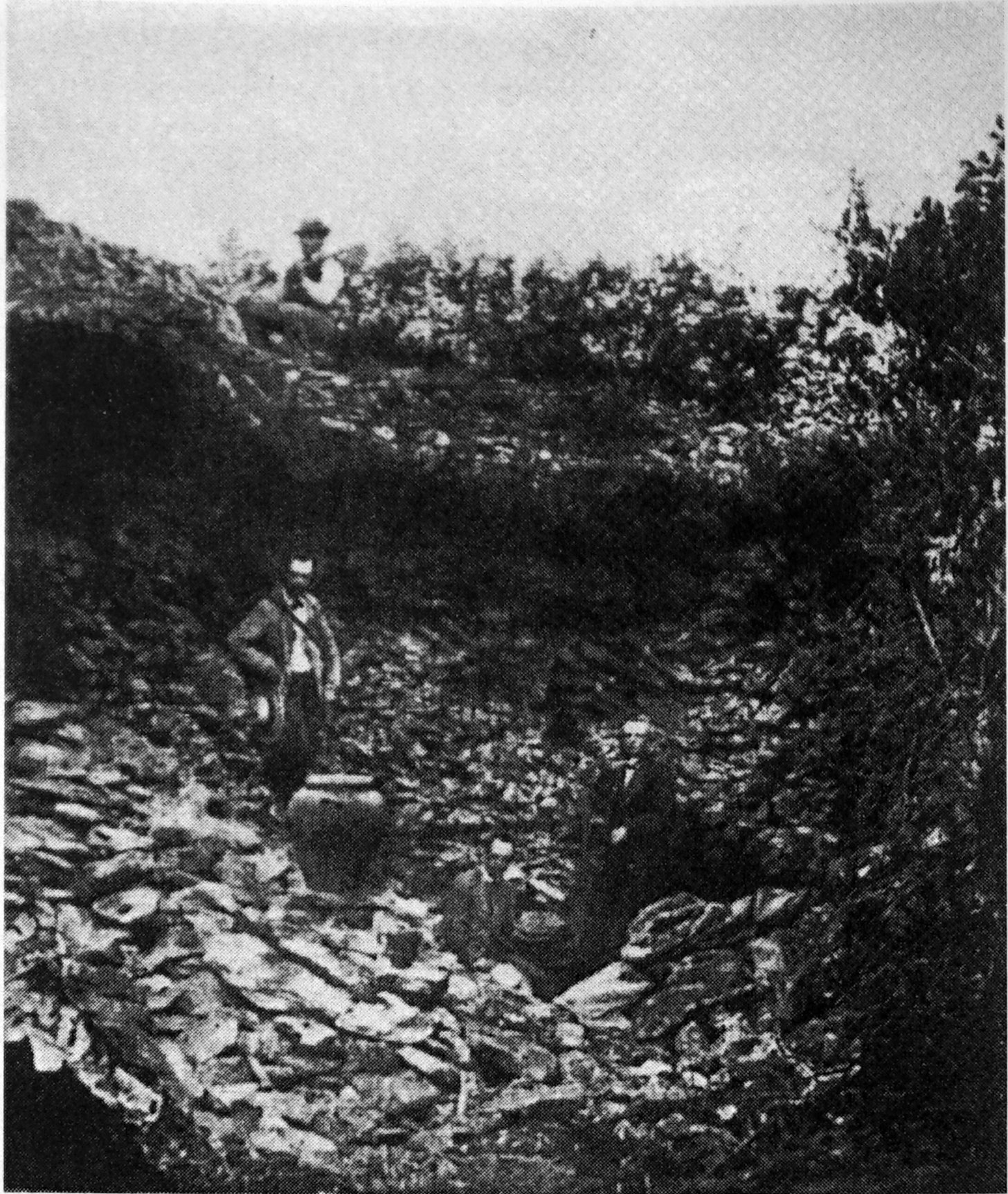
Découverte de la canthare.

Le tumulus faisait trente mètres de diamètre et cinq de hauteur ; il était de pierres sèches recouvertes de terre sur un mètre d'épaisseur. Au centre se trouvait une pierre qui recouvrait un stamnos datant début du Ve siècle av. J.-C. (période transitoire entre le Premier et le Second Age du Fer : fin du Hallstatt / début de la Tène). Il y avait aussi une épée en fer, un miroir de bronze poli avec une épingle ; une canthare à figures rouges était déposé à côté. Sous le sommet il y avait aussi une dépôt de trente cinq fragments d'épées et de fourreaux, quatorze fragments de bronze estampé, des grains d'ambre et de verre, des fibules, des bracelets, des fragments de torque et des boutons d'applique. 
Le mobilier a été déposé au musée d'archéologie nationale. La canthare est de onze centimètres de haut par onze virgule neuf de diamètre. Le stamnos est haut de trente neuf centimètres. L'ensemble fait dater la sépulture comme étant du Ve siècle av. J.-C.